# Pedro Wayne
Pedro Rubens de Freitas Wayne (Salvador, 26 de febrero de 1904 - Bagé, 13 de octubre de 1951) fue un periodista, poeta y novelista brasileño. Su obra más conocida es Xarqueada que es considerada una crítica a la realidad del ambiente de los saladeros (las charquerías) del interior de Río Grande del Sur.